# St. Antonius (Essen-Frohnhausen)

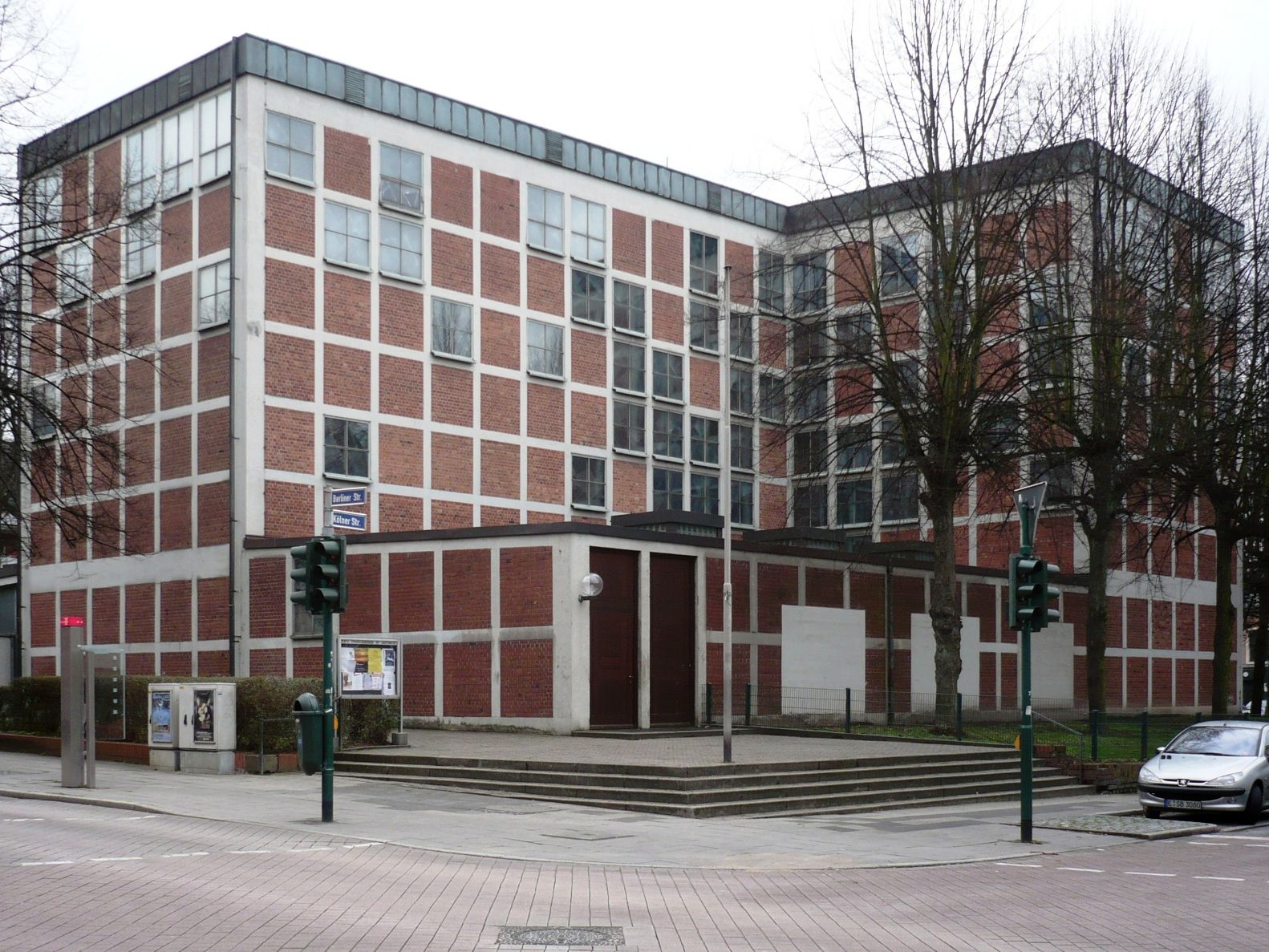
Kirche St. Antonius im März 2008

Die heutige Pfarrkirche St. Antonius steht im Zentrum des westlichen Essener Stadtteils Frohnhausen. Sie wurde vom Architekten Rudolf Schwarz entworfen und 1959 konsekriert. Seit 1985 steht sie unter Denkmalschutz. Pfarr- und Gemeindepatron ist der Hl. Antonius von Padua, Patronatsfest am 13. Juni.

## Geschichte

### Erster Kirchbau

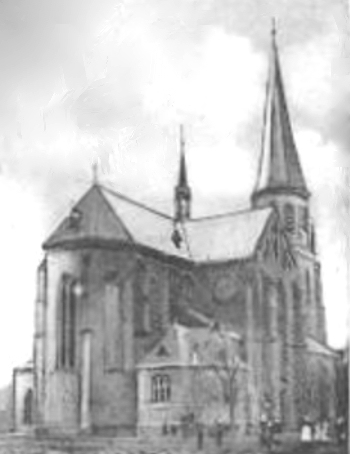
Erste St.-Antonius-Kirche um 1890, im Zweiten Weltkrieg zerstört

Am heutigen Standort, auf dem ehemaligen Grund des Bauern Johann Pollerberg, wurde zwischen 1879 und 1881 die neugotische St.-Antonius-Kirche errichtet. Kaplan Cremer († 1879) war der Gründer des St.-Antonius-Kirchbauvereins. In der Generalversammlung des Kirchbauvereins am 16. April 1882 konnte noch kein Einweihungsdatum des bereits in weiten Teilen fertiggestellten Kirchgebäudes festgelegt werden, da die beantragte Staatsgenehmigung zur Ingebrauchnahme des Gotteshauses noch fehlte. Zu dieser Zeit begannen die Planierungsarbeiten um die Kirche herum mit kostenfrei von Frohnhauser Bürgern zur Verfügung gestellter Kohlenasche. Die Arbeiten führten die ansässigen Katholiken in Eigenregie aus. Am 14. Juni 1882 traf die Erlaubnis zur Einweihung ein. Die baupolizeiliche Abnahme in Anwesenheit des Architekten Josef Rings, des Bürgermeisters der Bürgermeisterei Altendorf, deren Teil Frohnhausen war, Wilhelm Kerckhoff und der Baukommission fand am 16. Juni des Jahres statt. Wegen des Kulturkampfes galt die Kirche zunächst als Privathaus. Ab 1882, nach diversen Verhandlungen, konnte sie als Nebenkirche der Essener Münsterpfarrei St. Johann Baptist genutzt werden. Zwei Jahre später, am 16. Oktober 1884 wurde die St.-Antonius-Kirche konsekriert. Am 3. April 1888 wurde für sie ein Rektor ernannt.
Die Einsegnung der neuen Orgel in der St.-Antonius-Kirche  fand am 27. Oktober 1889 mit einer Andacht und anschließender Festversammlung im Saal von Wilhelm Pottgießer statt. Unter dem Erzbischof von Köln, Philipp III. Kardinal Krementz, wurde am 9. Mai 1892 die Pfarrei Frohnhausen gebildet. Dies geschah unter Loslösung von der Münsterpfarrei St. Johann Baptist. Am 28. August 1892, zur Feier der Pfarr-Errichtung, wurde mit Engelbert Schäfer der erste Pfarrer von Frohnhausen in sein Amt eingeführt. Der St.-Antonius-Kirchbauverein stellte sein Wirken zum 1. April 1897 nach 25-jähriger Tätigkeit ein. Die Pfarrei Frohnhausen war mit der Eingemeindung der Bürgermeisterei Altendorf nach Essen am 1. August 1901 eine Pfarrei in der Stadt Essen geworden.
Die alte St.-Antonius-Kirche erhielt ein dreifaches Bronze-Geläut aus der Glockengießerei Otto bei Bremen. Die Glocken wurden dort 1884 und 1891 gegossen. Ihre Tonfolge war f1–as1–b1. Die Glocken hängen heute in der St.-Elisabeth-Kirche und haben 1120, 900 und 800 mm Durchmesser und wiegen 850, 407 und 270 kg. Es handelt sich um das älteste heute noch komplett erhaltene Geläut der Glockengießerei Otto.
Am 14. Januar 1906 brach ein größeres Deckenteil aus der Gewölbedecke des Mittelschiffs aus und durchschlug eine Kirchenbank. Zu diesem Zeitpunkt befand sich niemand in der Kirche. Der Vorfall ging auf Bergschäden zurück. Daraufhin erfolgte eine neue Verankerung des Kirchengebäudes. Ebenso wurde das im Jahr 1908 errichtete Pfarrhaus von Beginn an im Fundament gegen Bergschäden gesichert.

### Zweiter Weltkrieg und die Folgen
1944, bei einem Luftangriff im Zweiten Weltkrieg wurde die alte St.-Antonius-Kirche bis auf den Turm zerstört. Er hatte die Bombenangriffe des Krieges schwer beschädigt überstanden. 1972 wurde er wegen Baufälligkeit abgerissen, wobei die St.-Elisabeth-Kirche in Frohnhausen das alte Geläut erhielt.
Bereits 1948 begann der Aufbau einer Notkirche, die dann 1950 genutzt werden konnte. Dieses Gebäude ist heute der Pfarrsaal.
Am 31. Oktober 1959 ist die neue Kirche St. Antonius durch Bischof Franz Hengsbach konsekriert worden.

## Heutige Kirche

### Architektur

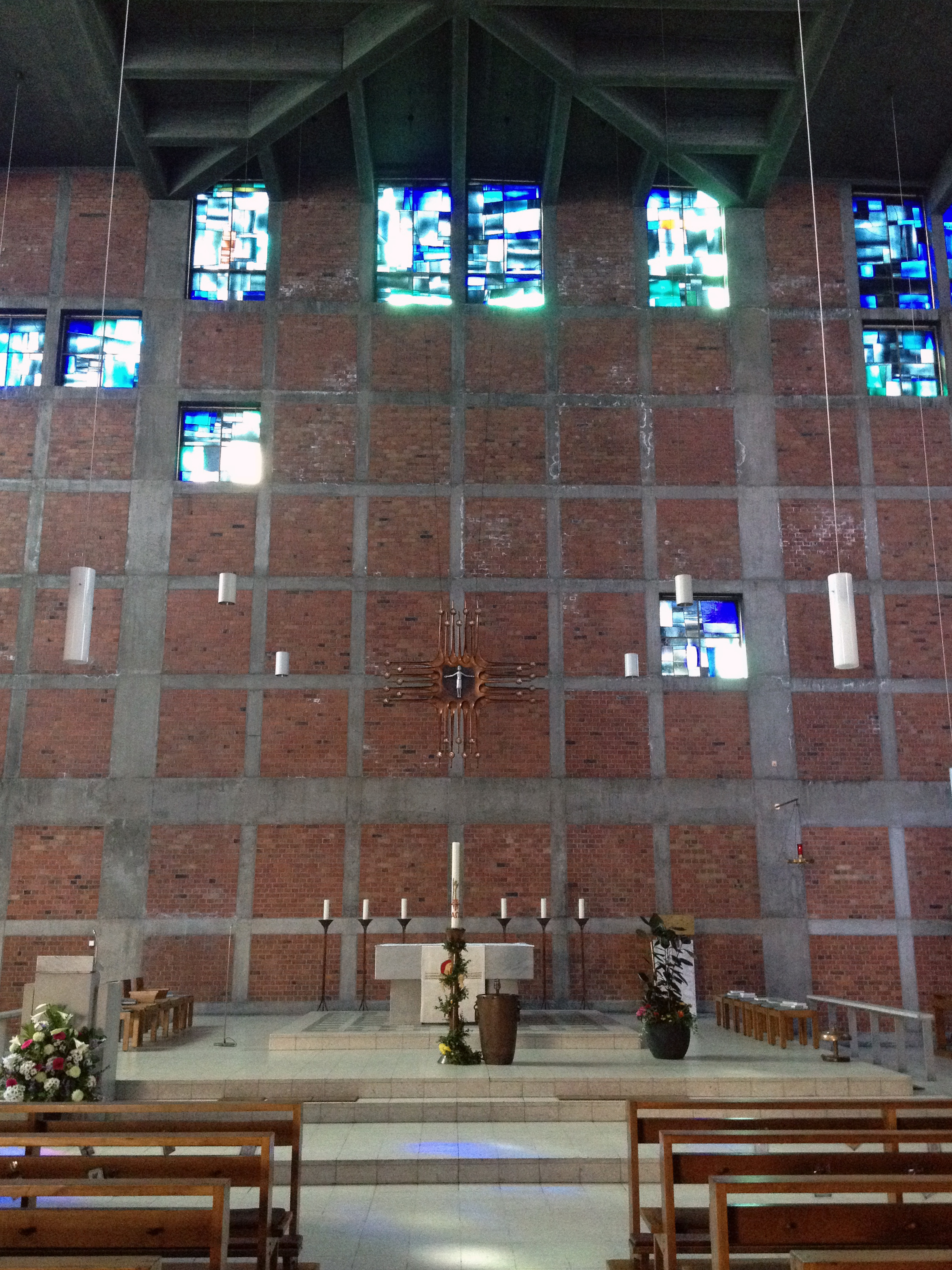
Chorraum während der Osterzeit

Nach einem Architekturwettbewerb erhielt 1956 der Kölner Architekt Rudolf Schwarz den Auftrag für einen Kirchenneubau. Schwarz ließ das neue Gotteshaus als einen schlichten und modernen Kubus mit Stahlbeton-Skelettkonstruktion erbauen, dessen quadratische Gefache mit einer Kantenlänge von 1,5 Metern mit roten Ziegeln ausgemauert sind. Der Grundriss bildet ein Quadrat mit einer Kantenlänge von 33 Metern. Das erste Viertel der gesamten Gebäudehöhe von 16 Metern ist fensterlos. Ab einem Viertel der Gebäudehöhe ragt der Kirchbau T-förmig nach oben, so dass ein Hauptraum mit Langhaus und Querschiff entstand. So kann sich die Gemeinde von drei Seiten, dem Mittel- und den beiden Seiten des Querschiffes, um den zentralen Altarbereich versammeln. Es gibt kein eigenes Chorhaus. Die Mauern des oberen T-förmigen Gebäudeteils erhielten auf die Fläche verstreut quadratische Fenster mit Glasmalereien aus der Schule Georg Meistermanns. Die Innenausstattung der Kirche übernahm die Architektin Maria Schwarz.
Am 12. Dezember 1985 wurde die St.-Antonius-Kirche in die Denkmalliste der Stadt Essen aufgenommen. Als Begründung wird genannt, dass der Kirchbau ein Dokument für die Spätzeit der Klassischen Moderne darstellt und damit eine Bedeutung für Architekturgeschichte aufweist.

### Ausstattung
Die gesamte Ausstattung der St.-Antonius-Kirche wurde seit ihrem Bestehen, auch wegen der liturgischen Reform des Zweiten Vatikanischen Konzils, mehrfach verändert. Dazu gehört die Versetzung des Tabernakels vom Altar in den rechten Bereich des Altarraumes. Weiter erhielt die Kirche ein kupfernes Altarkreuz. Hinzu kamen Anfang der 1980er Jahre die Textilarbeit Wir gehen zum Kreuz (die allerdings zurzeit nicht aufgehängt ist), eine Antoniusfigur und der Kreuzweg; alle Elemente wurden von regionalen Künstlern gestaltet. Außerdem wurde der Ambo erhöht.

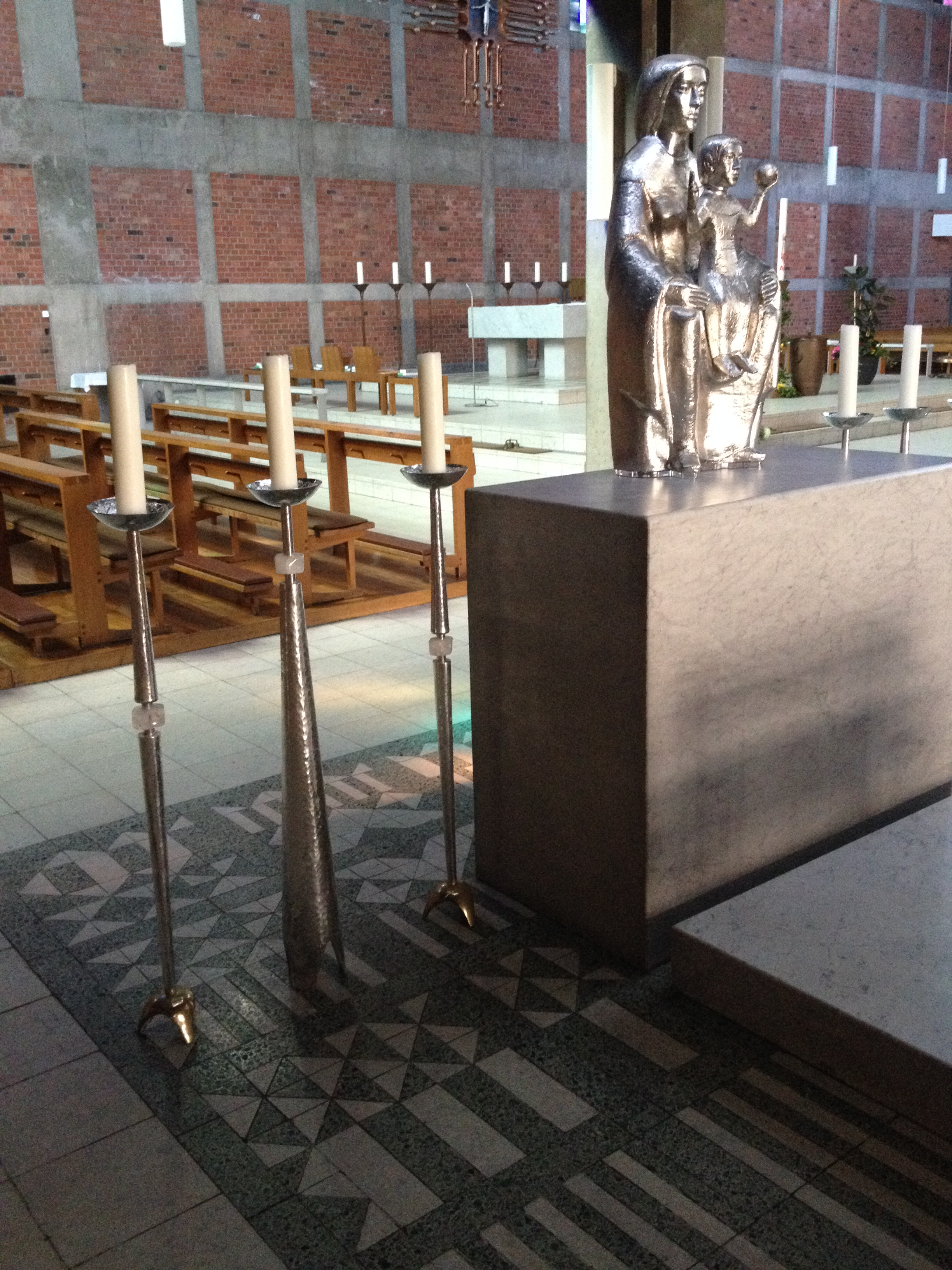
Marienstatue und Leuchter aus St. Augustinus

Im Zuge der Aufgabe der ehemaligen Filialkirchen wurden 2009/2010 einige Ausstattungsstücke aus diesen nach St. Antonius übernommen. Dies sind die Marienstatue aus St. Augustinus und der ehemalige Tabernakel aus St. Mariä Geburt mit Frühwerken von Egino Weinert als Schrein des Wortes sowie die Ewig-Licht-Ampel von ebendort, die in dieser Form seit 1937 auch schon zur Ausstattung der 1943 zerstörten ersten Mariä-Geburt-Kirche gehörte (der Ring ist noch Original, der Rest ein Nachbau aus den 1970er Jahren).
Da ursprünglich der Kirchturm der alten Kirche noch benutzt wurde, hat der Neubau keinen eigenen Läuteraum. Seit dem Abbruch des Kirchturms wird daher aus der Konserve „geläutet“. Ursprünglich vom Tonband, danach von CD und inzwischen mittels „elektronischer Glocken“.

### Orgel

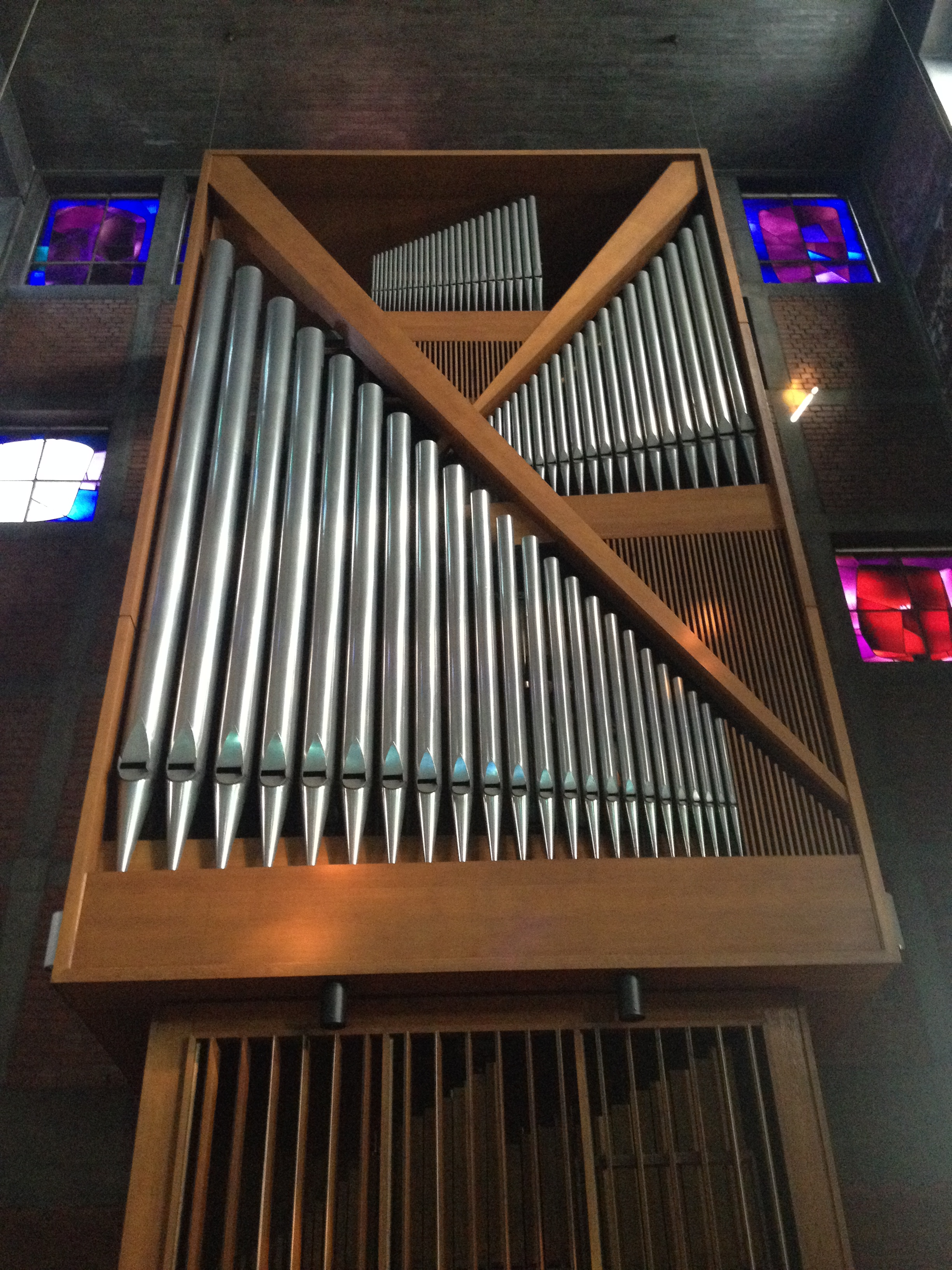
Prospekt der Walcker-Orgel

Nach Planungsbeginn im Jahr 1961 konnte ab Herbst 1962 die Orgel als Opus 4255 durch die Orgelbauanstalt E. F. Walcker & Cie. in Ludwigsburg in der Kirche aufgebaut werden. Sie wurde am dritten Advent 1962 geweiht.
Der Standort der Orgel ist im Langhaus vor dem Ostwerk nur leicht erhöht ohne Empore.
Die Disposition der Orgel erfolgte durch Ernst Kaller von der Folkwangschule. Die Orgel besitzt am frei stehenden Spieltisch drei Manuale und ein Pedal für insgesamt 30 Register.
Die Spieltraktur ist mechanisch ausgeführt, die Registertraktur elektrisch.
| I Hauptwerk C–g3 |       |
| Quintade         | 16′   |
| Prinzipal        | 8′    |
| franz. Nachthorn | 8′    |
| Oktave           | 4′    |
| Quinte           | 2 ⁄3′ |
| Spitzflöte       | 2′    |
| Mixtur II–VI     |       |
| Trompete         | 8′    |

| II Schwellwerk C–g3 |     |
| Hohlflöte           | 8′  |
| Harfpfeife          | 8′  |
| Prinzipal           | 4′  |
| Trichterflöte       | 4′  |
| Schweizerpfeife     | 2′  |
| Septimen-Cornett IV |     |
| Scharf Mixtur IV    |     |
| Dulcian             | 16′ |
| Rohrschalmey        | 8′  |
| Tremulant           |     |

| III Kronwerk C–g3 |       |
| Holzgedackt       | 8′    |
| Rohrflöte         | 4′    |
| Prinzipal         | 2′    |
| Quinte            | 1 ⁄3′ |
| Zimbel II         |       |
| Krummhorn         | 8′    |

| Pedal C–f1       |     |
| Prinzipalbass    | 16′ |
| Subbass          | 16′ |
| Offenbass        | 8′  |
| Oktavflöte       | 4′  |
| Hohlschelle      | 2′  |
| Rauschpfeife III |     |
| Posaune          | 16′ |

- Koppeln:
  - Normalkoppeln: II/I, III/I, I/P, II/P, III/P
  - Superoktavkoppel: III/I
  - Suboktavkoppel: III/I
- Spielhilfen: zwei freie Kombinationen, Tutti, Zungenabschalter

## Gemeinde
Zur Gemeinde St. Antonius in Essen-Frohnhausen, Essen-Holsterhausen und Essen-Fulerum gehören seit Oktober 2003 die drei bisher eigenständigen Gemeinden der Kirchen St. Antonius, St. Mariae Geburt (Frohnhauser Straße, heute Lighthouse Konzertsaal) und St. Augustinus (Wickenburgstraße). Diese drei wurden aufgelöst und eine neue Gemeinde St. Antonius gegründet.
Mit Umstrukturierung der Gemeinden im Bistum Essen wurde am 1. April 2008 St. Antonius Pfarrkirche der neuen Großpfarrei St. Antonius. Zu ihr zählen neben der 2003 vergrößerten Gemeinde St. Antonius nun auch die Gemeinden und Kirchen von St. Mariae Empfängnis (Holsterhausen), St. Mariae Himmelfahrt (Altendorf), Zur Hl. Familie auf der Margarethenhöhe, St. Elisabeth in Frohnhausen sowie die polnischsprachige Gemeinde an St. Clemens Maria Hofbauer (Hirtsieferstraße in Altendorf). Damit war die Großpfarrei St. Antonius mit 33.000 Katholiken die größte der damals zehn Essener Großpfarreien. Den Gründungsgottesdienst feierte Weihbischof Franz Grave am 18. April 2008 in der St.-Antonius-Kirche.

## Weitere Kirchen der Gemeinde
Die Kirchen St. Augustinus und St. Mariä Geburt waren von 2003 bis 2008 Filialkirchen von St. Antonius und wurden vor 2008 als so genannte weiteren Kirchen benannt, die keine Finanzmittel mehr durch das Bistum erhielten. Die Kirche St. Mariae Geburt wurde verkauft und ist heute als Lighthouse eine christlich orientierte Veranstaltungsstätte in Trägerschaft des Evangelisch-Freikirchlichen Sozialwerkes Essen e. V. Die Kirche St. Augustinus wurde zuerst durch eine afrikanische Ordensgemeinschaft und eine russisch-orthodoxe Gemeinde weiter genutzt, wurde aber inzwischen ebenfalls profaniert und an den Landschaftsverband Rheinland für das LVR-Klinikum Essen verkauft.